# 斯普里尼亞
49°22′34″N 23°8′32″E / 49.37611°N 23.14222°E
斯普里尼亞（烏克蘭語：Сприня），是烏克蘭西部的村莊，隸屬利維夫州的桑比爾區。該村始建於1380年，面積15.89平方公里，海拔高度428米，2021年人口377，人口密度每平方公里26.18人。